# Eupithecia cauchiata
Eupithecia cauchiata is een nachtvlinder uit de familie van de spanners (Geometridae).
De spanwijdte van deze vlinder is 19 tot 22 millimeter. De basiskleur van de vleugels is lichtgrijs. Over de vleugels lopen veel donkere gegolfde dwarslijntjes.
De soort gebruikt echte guldenroede (Solidago virgaurea) als waardplant. De soort vliegt van juni tot in juli. De rups is te vinden van juli tot september. De pop overwintert onder de grond.
De soort komt voor van de Pyreneeën tot de Oeral en noordelijk tot het zuiden van Scandinavië. In België is de waargenomen in de provincies Namen en Luxemburg, maar recente waarnemingen zijn niet bekend. In Nederland komt hij niet voor.